# Funkley
Funkley ist eine Kleinstadt (City) im Beltrami County des Bundesstaates Minnesota der Vereinigten Staaten. Das U.S. Census Bureau hat bei der Volkszählung 2020 eine Einwohnerzahl von 18 ermittelt.

## Lage
Funkley liegt im Norden von Minnesota, rund 50 Kilometer Luftlinie nordöstlich des Bezirkshauptortes Bemidji, 330 Kilometer nordwestlich von Minneapolis und 105 Kilometer südlich der Grenze zu Kanada. In der Nähe der Stadt liegt der South Cormorant River. Funkley erstreckt sich über eine Fläche von etwa 1,8 Quadratkilometern, benachbarte Orte sind Northome (14 Kilometer nordöstlich) und Blackduck (neun Kilometer südwestlich).

## Geschichte
Funkley wurde 1903 von Matt Fisher gegründet und am 14. Januar 1904 inkorporiert, nachdem die Strecke der Minnesota and International Railway dorthin verlängert wurde. Der Ort wurde nach Henry Funkley benannt, der damals Bezirksanwalt des Beltrami County war. Bereits kurz nach der Gründung erhielt Funkley eine Poststelle des United States Postal Service, die bis 1967 in Betrieb war. Seitdem nutzen die Bewohner von Funkley die Poststelle in Blackduck, wo sich mittlerweile auch die Stadtverwaltung von Funkley befindet. In den 1930er-Jahren erreichte die Einwohnerzahl mit 60 ihren Höchststand. Zu diesem Zeitpunkt war in Funkley ein Sägewerk in Betrieb.
Seit 1960 ist die Einwohnerzahl von Funkley konstant rückläufig. Der United States Census ermittelte zum 1. April 2010 eine Einwohnerzahl von fünf Personen in der Stadt, somit ist Funkley die kleinste Kommune im Bundesstaat Minnesota. Bis Juni 2011 teilte sich der Ort diesen Status mit der Stadt Tenney, die schließlich aufgelöst wurde. In Funkley gibt es eine Bar, die von Bürgermeister Emil Erickson betrieben wird.

## Bevölkerung

### Census 2010
Beim United States Census 2010 hatte Funkley fünf Einwohner, die sich auf fünf Haushalte bezogen. Zum Zeitpunkt der Volkszählung lebten keine Familien in dem Ort. 80 % der Einwohner waren Weiße und 20 % waren mehrerer Abstammungen.
Das Medianalter lag in Funkley im Jahr 2010 bei 46,8 Jahren. Keiner der Bewohner war zum Zeitpunkt der Volkszählung unter 18 oder zwischen 18 und 24 Jahre alt, 20 % waren zwischen 25 und 44, 80 % zwischen 45 und 65 und keiner der Einwohner waren älter als 65 Jahre. 20 % der Einwohner waren männlich und 80 % weiblich.

### Census 2000
Beim United States Census 2000 lebten in Funkley 15 Einwohner in sechs Haushalten und vier Familien. 100 % der Einwohner waren Weiße. In 66,7 % der Haushalte lebten verheiratete Paare, in 33,3 % der Haushalte lebten Kinder unter 18 Jahren und in 16,7 % der Haushalte lebten Bewohner über 65 Jahren.
Zum Zeitpunkt der Volkszählung betrug das Medianeinkommen in Funkley pro Haushalt 26.250 US-Dollar und pro Familie 25.625 US-Dollar. Das durchschnittliche Pro-Kopf-Einkommen lag bei 15.521 US-Dollar. Keiner der Einwohner von Funkley lebte unterhalb der Armutsgrenze.

## Infrastruktur
Funkley liegt direkt am U.S. Highway 71 nach Fort Frances, der U.S. Highway 2 liegt ca. 48 Kilometer südwestlich der Stadt.